# Lauri Dalla Valle

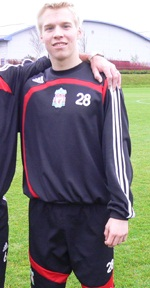
Lauri Dalla Valle

Lauri Dalla Valle (Kontiolahti, 14 de setembro de 1991) é um futebolista finlandês que já atuou pelo JIPPO, Liverpool, na Seleção sub-16, sub-17, e sub-19 da Finlândia.